# 是議全書
是議全書是朝鮮王朝末年一部食譜兼家政工具書，作者不明，但相信是慶尚北道尚州的兩班婦女所撰。1919年正值朝鮮日治時期，與一個兩班家庭相熟的沈晥鎮被任命為尚州郡守，他從那個家庭借了一部食譜，然後手鈔了一本給他的繼女洪貞，令此書得以留存。

## 內容
《是議全書》以烹調方法把朝鮮食品分類，提及十七種釀酒、醃製乾肉、醃菜的方法，在研究朝鮮傳統飲食方面頗具價值，此書更是首次記載朝鮮拌飯的典籍，亦有灌魚鰾等食品的製作方法。除了介紹食品製作方法外，還有其他當時日常生活技能，例如提及以向日葵作為染料的漂染方法等。